# Clubiona hummeli
Clubiona hummeli är en spindelart som beskrevs av Schenkel 1936. Clubiona hummeli ingår i släktet Clubiona och familjen säckspindlar. Inga underarter finns listade i Catalogue of Life.